# 石川県道165号金平寺井線
石川県道165号金平寺井線（いしかわけんどう165ごう かなひらてらいせん）は、石川県小松市と能美市とを結ぶ一般県道（石川県道）である。

## 路線概要
- 起点：石川県小松市金平町ム10番1地先（＝金野町交差点・国道416号交点）
- 終点：石川県能美市寺井町た57番2地先（＝寺井南交差点・石川県道4号小松鶴来線交点）

起点は、小松市東部の松東中学校近く。梯川に沿って北上する。同市大野町地内で、東に折れて石川県道111号大野八幡線と分岐後、再び梯川にそって北から北東方向へ進む。同市中海町で突き当たり、北に折れて中海大橋で梯川を渡り、国道360号に突き当たる。国道と重複して西へ100mほど進み、軽海交差点で国道と分かれ、概ね北上する。同市埴田町を経て、石川県道22号金沢小松線・加賀産業道路と交差し、同市河田町を経て、石川県道54号寺畠小松線と交差した後、能美市に入る。能美市佐野町地内の佐野バス停付近で西に折れ、その後同市牛島町の牛島バス停付近で北に折れる。北から西へとコースを変え、終点の寺井南交差点に至る。終点付近は、能美市役所寺井庁舎、寺井小学校などがあり、能美市寺井地区の中心地。
小松市内は、軽海町、埴田町地内を除き、両側2車線（片側1車線）の歩道付きの道路に整備されている。能美市佐野町の集落内は、非常に道幅が狭いうえに見通しの悪いカーブがある。

## 歴史
- 1960年（昭和35年）10月15日：路線認定。

## 通過する自治体
- 石川県
  - 小松市 - 能美市

## 接続道路
- 国道416号（小松市金平町・金野町交差点：起点）
- 石川県道111号大野八幡線（同市大野町）
- 国道360号（同市軽海町、同市軽海町・軽海交差点）
- 石川県道55号小松辰口線（同市軽海町、同市埴田町）
- 石川県道22号金沢小松線・加賀産業道路（同市河田町・河田南交差点）
- 石川県道54号寺畠小松線（同市河田町・河田北交差点）
- 石川県道4号小松鶴来線（能美市寺井町・寺井南交差点：終点）

## 重複区間
- 国道360号（小松市軽海町地内・軽海町JA前 - 軽海交差点）
- 石川県道55号小松辰口線（小松市軽海町 - 同市埴田町）